# Наумов, Андрей Борисович
Андре́й Бори́сович Нау́мов (род. 10 февраля 1974, Кирово-Чепецк, Кировская область, РСФСР, СССР) — российский хоккеист, выступавший за клубы российской Суперлиги.

## Биография
Родился 10 февраля 1974 года в Кирово-Чепецке. Воспитанник ДЮСШ клуба «Олимпия» (первый тренер В. А. Яговкин), в котором и начал игровую карьеру. В 1998 перешёл в екатеринбургский клуб «Динамо-Энергия», с сезона 1999/2000 выступавший в Суперлиге чемпионата России. В 2001—2004 годах играл в хабаровском «Амуре» (Суперлига). В сезоне 2003/2004 перешёл в пермский клуб «Молот-Прикамье», затем — вернулся в кирово-чепецкую «Олимпию».
Игрок кирово-чепецкой команды любительской хоккейной лиги «Дикие пчёлы».